# Microsoft Office 95
Chronologie des versions
Microsoft Office 4.3 (d) Microsoft Office 97
Microsoft Office 95 est une suite bureautique développée par la société informatique américaine Microsoft et commercialisé le 24 août 1995. Cette suite a été développée spécifiquement pour système d'exploitation Windows 95. Elle succède à la suite bureautique Microsoft Office 4.3 et est remplacée par la suite Microsoft Office 97.

## Fonctionnalités
Office 95 inclut six applications :
- un traitement de texte (Word)
- un tableur (Excel)
- un logiciel de présentation (Powerpoint)
- un logiciel de base de données (Access)
- un logiciel de gestion du temps (Schedule+)
- un système de classeur (Binder)

La version du CD-ROM comprenait également, dans sa version américaine, Microsoft Bookshelf (en), un ensemble de dictionnaires et d'encyclopédies.
Comme son nom l'indique, cette suite a été spécialement développée pour la plateforme Windows 95. Cette version de la suite succède à la version 4.2 pour Windows NT, qui supportait plusieurs architectures (16 bits et 32 bits). Office 95 porte le numéro de version 7.0 ce qui correspond au numéro de version de Word. Toutes les autres applications composantes portent également ce numéro de version, montrant ainsi qu'elles sont contemporaines à la suite, ce qui n'était pas le cas des versions précédentes.
Toutes les applications d'Office 95 supportait la technologie OLE 2 offrant ainsi une intéropérabilité entre les applications de la suite, mais également avec les logiciels supportant cette technologie. C'est en particulier le cas de Microsoft Binder qui utilise ce protocole pour réunir les objets OLE entre eux.

## Composants complémentaires
Plusieurs logiciels complémentaires ne sont pas inclus dans la suite Office 95, mais disposent du label « Compatible avec Office 95 » :
- Microsoft Project pour Windows 95 (version 4.1a)
- Microsoft Publisher pour Windows 95 (version 3.0)
- Microsoft FrontPage 1.1
- Office Small Business Pack pour Office 95
- Small Business Financial Manager pour Excel[2]

## Éditions
La suite Office 95 est déclinée en deux versions: une édition standard et une édition professionnelle. La différence réside par l'absence des logiciels Access et Bookshelf dans l'édition standard.
| Logiciel   | Édition standard | Édition professionnelle |
| ---------- | ---------------- | ----------------------- |
| Word       | Oui              | Oui                     |
| Excel      | Oui              | Oui                     |
| PowerPoint | Oui              | Oui                     |
| Schedule+  | Oui              | Oui                     |
| Binder     | Oui              | Oui                     |
| Access     | Non              | Oui                     |
| Bookshelf  | Non              | Version CD-ROM          |

## Mises à jour
Il n'y eut aucun Service pack développé pour Office 95, mais deux versions, la 7.0a et la 7.0b, ont été publiées pour corriger divers bogues. Une mise à jour téléchargeable a été développée en 1999 pour corriger divers bogues mineurs liés au passage de l'an 2000.

## Système requis
La suite Office 95 requiert un ordinateur muni d'un processeur 386DX ou plus. Elle tourne soit sur la plateforme Windows 95 Windows NT 4.0 ou NT 3.51. La suite a besoin de 8 Mo de RAM pour fonctionner et l'espace disque nécessaire est de 28 mégaoctets pour une installation compacte, 55 mégaoctets pour une installation typique et 88 mégaoctets pour une installation complète.